# Mjögtjärnen (Vitsands socken, Värmland)
Mjögtjärnen är en sjö i Torsby kommun i Värmland och ingår i Göta älvs huvudavrinningsområde.